# Fairuz
Fairuz (Arabisch: فيروز), of Fairouz, officiële naam Nihad Haddad (Arabisch: نهاد حداد; Beiroet, 20 november 1934) is een  Libanese zangeres van Aramese komaf en een van de beroemdste zangeressen van het Midden-Oosten. Ze wordt ook wel The Queen of Arabic genoemd. In het begin van haar carrière nam ze de artiestennaam Fairuz aan, wat Arabisch is voor turkoois. Ze zingt in het Arabisch en het Aramees. Fairuz geldt samen met de Egyptische zangeres Umm Kulthum als de belangrijkste naam van de Arabische muziek in de 20e eeuw.
Fairuz werd geboren in een Aramese familie. Haar vader was een overlevende van de Aramese genocide waarbij veel Arameeërs in het Ottomaanse Rijk het slachtoffer werden van massamoorden in 1915. Hij vluchtte samen met zijn familie vanuit de stad Mardin naar Libanon. Fairuz' moeder was een Maronitische christen. Ze werd opgevoed in een gezin dat zowel Maronitische als Syrisch-orthodoxe christelijke tradities combineerde.
Fairuz heeft in haar carrière meer dan vijftig miljoen albums verkocht. Ze heeft tijdens haar internationale tournees opgetreden in concertzalen en theaters zoals de Royal Albert Hall in Londen, l'Olympia in Parijs, Carnegie Hall in New York, Koninklijk Theater Carré, de MGM Arena in Las Vegas en de festivals van Baalbek en Beiteddine in Libanon.
De Franse president Macron bracht in 2020 een bezoek aan Fairuz om haar een geschenk te geven. Zij kreeg van hem de medaille van "Het Legioen van Eer", Frankrijks belangrijkste onderscheiding.
- Bibsys: 6004732
- Biblioteca Nacional de España: XX1319369
- Bibliothèque nationale de France: cb13973362p (data)
- Gemeinsame Normdatei: 128455535
- International Standard Name Identifier: 0000 0001 1566 7359
- Library of Congress Control Number: n82058444
- MusicBrainz: 338bbb53-5b96-447a-9444-8906844a0790
- Nationale bibliotheek van Australië: 43653365
- Nationale Bibliotheek van Israël: 987007277374005171
- Nederlandse Thesaurus van Auteursnamen: 071025693
- Istituto Centrale per il Catalogo Unico: UBOV509752
- Système universitaire de documentation: 083048510
- Trove: 1459311
- Virtual International Authority File: 34651249